# Mariño (Puerto del Son)
Mariño (en gallego y oficialmente «O Mariño»)  es una aldea española del municipio de Puerto del Son, La Coruña, Galicia. Pertenece a la parroquia de Goyanes.
Está situada en el norte del municipio a 18 metros de altura y a 7,4 kilómetros de la capital municipal. En 2022 tenía una población de 218 habitantes (124 hombres y 94 mujeres). 
A pesar de que todavía figura en el nomenclátor del INE, a día de hoy esta localidad ha quedado absorbida totalmente por el núcleo urbano de Portosín.